# Villahán (kommunhuvudort)
Villahán är en kommunhuvudort i Spanien.   Den ligger i provinsen Provincia de Palencia och regionen Kastilien och Leon, i den centrala delen av landet, 180 km norr om huvudstaden Madrid. Villahán ligger 807 meter över havet och antalet invånare är 117.
Terrängen runt Villahán är huvudsakligen platt, men åt nordväst är den kuperad. Runt Villahán är det mycket glesbefolkat, med 7 invånare per kvadratkilometer. Närmaste större samhälle är Baltanás, 15,7 km sydväst om Villahán. Trakten runt Villahán består till största delen av jordbruksmark.